# Севидов, Юрий Александрович
Ю́рий Алекса́ндрович Севи́дов (24 августа 1942, Москва — 11 февраля 2010, Марбелья, Андалусия) — советский футболист, тренер. Мастер спорта (1961). Сын советского футболиста и тренера Александра Севидова.

## Биография
Начал играть в Ступино, где отец тренировал команду класса «Б». В 17 лет оказался в «Спартаке» (Москва).
В 1962 получил приз газеты «Труд» как лучший бомбардир чемпионата СССР. Был включён в олимпийскую сборную СССР. В 1964 году провёл три матча, все против сборной ГДР, 2 ничьи, 1 поражение, 1 гол.
В 1965 году, ведя машину, сбил человека (им оказался член-корреспондент АН СССР Д. И. Рябчиков, химик, лауреат Сталинской премии), который вскоре скончался в больнице.
Еду по набережной, горбатый мостик, где Яуза впадает в Москву-реку, впереди машина. Перед ней перебегает старичок, видит меня и останавливается. Пропускает. Мне через двадцать метров поворачивать под арку, включаю поворотник и… До сих пор не пойму, как этот мужчина у меня на капоте оказался! Может, потому, что никогда пешком не ходил? Оказался он академиком Рябчиковым. Герой Соцтруда, трижды лауреат Ленинской премии. Решил в эту субботу проехать до дома на речном трамвае, напротив пристань. Он в том доме и жил, куда я ехал.

Самое главное, его не освидетельствовали — а друг его, профессор, с которым они вечер провели, рассказал, что они по стопочке только-только выпили… В соседнем потоке «скорая» ехала — она потерпевшего и подобрала, он в полном сознании был, но отвезла не в «Кремлёвку», а в обычную больницу. Там дежурный хирург на часок отпросился, оставил вместо себя студента. Тот 62-летнему человеку наркоз дал, и сердце не выдержало. Я-то ему только ногу сломал!
Дело оказалось громким (к суровой расправе над Севидовым призывали и Юрий Гагарин и академик М. Келдыш) и он был приговорён к максимальному сроку по статье — лишению свободы на десять лет, на чём настаивали в ЦК КПСС, с него было снято звание мастера спорта. Отсидел 4 года, в конце 1969 г. выпущен по амнистии. В прессе указывалось к 50-летию Октябрьской революции, но юбилей был 2 годами ранее в 1967 году.
По возвращении из тюрьмы Севидов провёл несколько товарищеских матчей за «Химик» из Гродно. Однажды он заехал к себе домой в Москву, где столкнулся с соседом по лестничной клетке, игроком «Спартака» Галимзяном Хусаиновым, который пригласил его обратно в команду, однако клуб не захотел подписывать соглашение с игроком. После этого Севидов по приглашению отца (тогдашнего тренера «Кайрата») перешёл в «Кайрат» (Алма-Ата), где провёл 3 сезона; с 19 мячами за сезон стал лучшим бомбардиром команды и команда вышла в Высшую лигу. 
Позднее перешёл на тренерскую работу, стал также футбольным телекомментатором. В разное время обслуживал футбольные трансляции на каналах РТР (2000, на Чемпионате Европы), НТВ (2001, в паре с Савиком Шустером) и ТВ Центр (2007—2008). 
Работал обозревателем газеты «Советский спорт».
Работал соведущим на радио «Маяк» в программе «Спортивный канал», на радио «Русская служба новостей» в программе «Футбольные хроники» вместе с Александром Бубновым.
Скончался во время служебной командировки в Марбелью, где освещал сбор московского «Локомотива», 11 февраля 2010 года. По сообщениям пресс-службы «Локомотива», Севидову стало плохо с сердцем в ночь с 10 на 11 февраля, он умер до приезда скорой. Был похоронен 22 февраля на Востряковском кладбище в Москве, уч. 6б.

## Достижения
- Чемпион СССР: чемпион СССР 1962
- Серебряный призёр чемпионата СССР: 1963
- Бронзовый призёр чемпионата СССР: 1961
- Обладатель Кубка СССР: 1963, 1965
- Победитель всемирных спортивных игр молодёжи и студентов: 1962